# Bourdeau
Bourdeau é uma comuna francesa na região administrativa de Auvérnia-Ródano-Alpes, no departamento da Saboia. Estende-se por uma área de 4.83 km². Em 2010 a comuna tinha 585 habitantes (densidade: 121,1 hab./km²).